# Dème de Métsovo
Le dème de Métsovo, en grec moderne : Δήμος Μετσόβου / Dímos Metsóvou, est un dème du district régional d'Ioánnina, en Épire, Grèce. 
Le dème actuel résulte de la fusion, en 2010,  des dèmes d'Egnatía, de Métsovo et de Miliá.
Selon le recensement de 2011, la population du dème compte 6 196 habitants, tandis que celle de la ville de Métsovo s'élève à 2 942 habitants.
Le siège du dème est la ville de Métsovo.